# طلسم‌شده (فیلم ۲۰۲۴)
طلسم‌شده (به انگلیسی: Spellbound) یک فیلم فانتزی کمدی موزیکال پویانمایی رایانه‌ای آمریکایی محصول ۲۰۲۴ به کارگردانی ویکی جنسون با موسیقیِ ساخته‌شده توسط آلن منکن است، که ترانه‌ها را با همکار قدیمی خود گلن اسلیتر نوشته است. این فیلم توسط اسکای‌دنس انیمیشن تهیه شده است، و صداپیشه‌های آن ریچل زگلر، نیکول کیدمن، خاویر باردم، جان لیسگو، جنیفر لوئیس و ناتان لین هستند. داستان فیلم در دنیای جادویی «لومبریا» اتفاق می‌افتد، و دختر جوانی به نام پرنسس الیان را دنبال می‌کند که باید طلسمی را بشکندکه پادشاهی او را به دو نیم تقسیم کرده است.
این پروژه نخستین بار در ژوئیه ۲۰۱۷ با عنوان کاری «Split»، اندکی پس از شکل‌گیری اسکای‌دنس انیمیشن در مارس همان سال، با برنامه‌ریزی پارامونت پیکچرز برای توزیع در سال ۲۰۱۹ اعلام شد. این فیلم متعاقباً دستخوش تغییراتی شد، مانند تاریخ اکران، و بعداً جنسون به عنوان کارگردان آن معرفی شد، و عنوان فیلم به «The Unbreakable Spell» تغییر یافت، و در نهایت عنوان فعلی آن انتخاب شد. بسیاری از صداپیشگان اصلی در ژوئن ۲۰۲۲ و پس از انتخاب زگلر در آوریل ۲۰۲۲ قرارداد امضا کردند. تولید از راه دور در طول دنیاگیری کووید-۱۹ انجام شد.
طلسم‌شده توسط نتفلیکس در ۲۲ نوامبر ۲۰۲۴ منتشر شد. این فیلم نقدهای ضد و نقیضی از سوی منتقدان دریافت کرد. طلسم‌شده در هفته پس از اکرانش در صدر جدول جهانی پربیننده‌ترین فیلم نتفلیکس بود.

## طرح داستان
در دنیای جادویی به نام «لومبریا»، یک شاهدخت جوان به نام الیان باید طلسمی را که پادشاهی او را به دو نیم تقسیم کرده است، بشکند.

## صداپیشه‌ها
- ریچل زگلر در نقش پرنسس الیان
- نیکول کیدمن در نقش ملکه الزمر
- خاویر باردم در نقش پادشاه سولون
- جان لیسگو در نقش وزیر بولینار
- جنیفر لوئیس در نقش وزیر نازارا پرون
- ناتان لین در نقش اوراکل خورشید
- آندره دی شیلدز در نقش اوراکل ماه
- جردن فیشر در نقش کالان

## تولید

### توسعه
در ۱۶ مارس ۲۰۱۷، اسکای‌دنس مدیا یک همکاری چندساله را با استودیوی انیمیشن خود مستقر در مادرید تشکیل داد و یک بخش انیمیشن به نام اسکای‌دنس انیمیشن تشکیل داده شد. در ماه ژوئیه، عنوان فیلم «Split» اعلام شد و توسط مدیر اجرایی اسکای‌دنس دیوید الیسون فاش شد که لیندا وولورتون مشغول نوشتن فیلمنامه است. این فیلم قرار بود توسط پارامونت پیکچرز به عنوان بخشی از قرارداد آنها با اسکای‌دنس توزیع شود و تاریخ انتشار آن برای مدتی در سال ۲۰۱۹ تعیین شده بود. پس از استخدام جان لستر به عنوان مدیر ارشد اجرایی اسکای‌دنس انیمیشن، مدیر وقت پارامونت انیمیشن اعلام کرد که پارامونت به کار غیررسمی خود با اسکای‌دنس پایان داده است.
در ۲ آوریل ۲۰۲۰، آهنگساز آلن منکن فاش کرد که در کنار جان لستر روی پروژه‌ای برای استودیو کار می‌کرد، که بعداً اعلام شد که «Split» نام دارد، که در آن زمان پیش از تبدیل شدن به «Spellbound» به «The Unbreakable Spell» تغییر نام داده بود. کارگردانی این فیلم بر عهده ویکی جنسون، بر اساس فیلمنامه‌ای از لورن هاین، الیزابت مارتین و وولورتون، با ترانه‌هایی از منکن و همکار قدیمی او گلن اسلیتر است. در ژوئیه ۲۰۲۰، اعلام شد که این فیلم همچنان قرار است توسط پارامونت پیکچرز بدون برند پارامونت انیمیشن، منتشر شود، اما سرانجام اپل تی‌وی پلاس حقوق توزیع آن را در دسامبر ۲۰۲۰ به عنوان بخشی از یک پیمان بزرگتر به دست آورد. در اکتبر ۲۰۲۳، اسکای‌دنس انیمیشن به قرارداد خود با اپل پایان داد و بعداً قراردادی چند ساله با نتفلیکس امضا کرد که توزیع فیلم‌های آینده این استودیو، از جمله طلسم‌شده را بر عهده می‌گرفت.

### انتخاب بازیگران
در آوریل ۲۰۲۲، ریچل زگلر به عنوان شخصیت اصلی فیلم انتخاب شد. در ماه ژوئن، نیکول کیدمن، خاویر باردم، جان لیسگو، ناتان لین، جنیفر لوئیس، آندره دی شیلدز و جردن فیشر به بازیگران اضافه شدند.

### پویانمایی
اسکای‌دنس انیمیشن مادرید خدمات پویانمایی را برای فیلم ارائه کرد که بخش‌هایی از تصویربرداری اصلی آن از راه دور در طول دنیاگیری کووید-۱۹ انجام شد.

## انتشار
در ۱۶ مارس ۲۰۱۷، گزارش شد که نسخه اصلی قرار است در سال ۲۰۱۹ منتشر شود. در ۱۶ دسامبر ۲۰۲۰، اپل برای تصاحب حقوق توزیع فیلم‌های شانس و طلسم‌شده وارد مذاکره شد. در ژوئن ۲۰۲۳، این فیلم برای اکران در سال ۲۰۲۴ تأیید شد.

### بازاریابی
در ۲۲ مارس ۲۰۲۲، گزارش شد که اسکای‌دنس قراردادی چند ساله با اسپین مستر بسته است تا بر اساس این فیلم اسباب بازی بسازد.

## بازخورد
در وبگاه جمع‌آوری نقد راتن تومیتوز، ٪۴۴ از ۲۵ بررسی منتقدان مثبت است و میانگینِ امتیاز آن ۵٫۲/۱۰ است. این فیلم در متاکریتیک که از میانگین وزنی استفاده می‌کند، بر اساس نظر ۱۱ منتقدین امتیاز ۵۴ از ۱۰۰ را کسب کرده که نشان‌گر «نقدهای مختلط یا متوسط» است.